# Movimento chicano

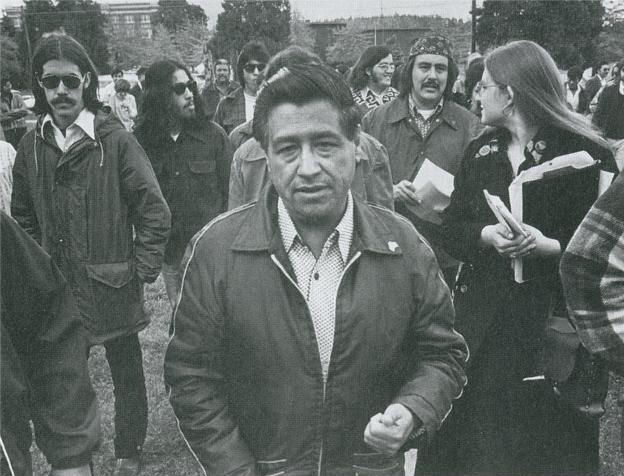
César Chávez durante um protesto

Movimento chicano, também conhecido como El Movimiento (em espanhol, "o Movimento"), foi um movimento social e político nos Estados Unidos que trabalhou para abraçar uma identidade para mexicano-americanos (ou chicanos) que combatia o racismo estrutural, encorajou a revitalização cultural e alcançou o empoderamento da comunidade ao rejeitar a assimilação. Os chicanos também expressaram solidariedade e definiram sua cultura por meio do desenvolvimento da arte chicana durante El Movimiento e permaneceram firmes na preservação de sua religião.
O movimento foi influenciado e entrelaçado com o Movimento Black Power e ambos os movimentos tinham objetivos semelhantes de empoderamento e libertação da comunidade, ao mesmo tempo que apelavam à unidade entre negros e pardos. Líderes como César Chávez, Reies Tijerina e Rodolfo Gonzales aprenderam estratégias de resistência e trabalharam com líderes do movimento black power. Organizações chicanas como os Boinas Marrons e a Organização da Juventude Mexicano-Americana (MAYO) foram influenciadas pela agenda política de organizações ativistas negras como os Panteras Negras. As manifestações políticas chicanas, como as greves de East LA e a Moratória Chicana, ocorreram em colaboração com estudantes e ativistas negros.
Assim como o movimento black power, os chicanos sofreram forte vigilância estatal, infiltração e repressão de informantes do governo dos EUA e agentes provocadores por meio de atividades organizadas como o COINTELPRO. Líderes do movimento como Rosalio Muñoz foram afastados de suas posições de liderança por agentes do governo, organizações como MAYO e os Boinas Marrons foram infiltradas e manifestações políticas como a Moratória Chicana tornaram-se locais de brutalidade policial, o que levou ao declínio do movimento em meados da década de 1970. Outras razões para o declínio do movimento incluem a sua centralização no sujeito masculino, que marginalizou e excluiu as chicanas, e um crescente desinteresse em construções nacionalistas chicanas como Aztlán.

## Etimologia
Antes disso, chicano/a era um termo de escárnio adotado por alguns pachucos, como uma expressão de desafio à sociedade anglo-americana. Com a ascensão do chicanismo, chicano/a foi reapropriado nas décadas de 1960 e 1970, usado para expressar autonomia política, solidariedade étnica e cultural e orgulho de ser de ascendência indígena mexicana, divergindo da identidade assimilacionista mexicano-americana.  